# Pavel Smoline
Pour les articles homonymes, voir Smolin.
Pavel Petrovitch Smoline (en russe Па́вел Петро́вич Смо́лин), né le 28 septembre 1953 à Sverdlovsk est un explorateur et maître chien russe.

## Biographie
Pavel Petrovitch Smoline est diplômé de l'Université des Mines de l'Oural en 1975 avec un diplôme en génie géophysique. Il travaille à l'Institut de géophysique du Centre de l'Oural de l'Académie des sciences de l'URSS, dans le laboratoire de magnétométrie en forage.
Il est célèbre pour avoir participé en 1982-1983 comme géophysicien à l'expédition polaire du journal Russie soviétique (Советская Россия) de Ouelen à Mourmansk,. Le groupe de route de l'expédition est composé de six personnes : Sergueï Soloviov (chef), Vladimir Rybine (médecin), Vladimir Karpov (opérateur radio), Philippe Ardeïev (musher), Iouri Borisikhine (journaliste, correspondant du magazine Ural Pathfinder) et Pavel Smoline (géophysicien). Il prend part ensuite à plus d'une douzaine d'expéditions en traîneau à chiens.
Fondateur et directeur du chenil Elbrus pour l'élevage et la garde de chiens de races nordiques (huskys, samoyèdes, malamutes et laïkas), il est répertorié avec ses chiens dans le livre Guinness des records pour avoir vaincu le Pic Lénine (1990) et le Pic Ismail Samani (1995). Ses chiens ont joué dans un certain nombre de longs métrages et ont participé aux courses de traîneaux à chiens de toute la Russie.